# Doom Patrol (serie televisiva)
Doom Patrol è una serie televisiva statunitense basata sull'omonimo gruppo di supereroi creato da Arnold Drake, Bob Haney e Bruno Premiani per la DC Comics.
È nata come spin-off della serie TV Titans, ma segue una propria continuity.
La serie è stata inizialmente distribuita sul servizio DC Universe dal 15 febbraio 2019; la seconda stagione venne distribuita, simultaneamente, dalla piattaforma HBO Max. Successivamente, data la chiusura della piattaforma DC Universe, la terza e la quarta stagione vennero distribuite esclusivamente su HBO Max che, prima della trasmissione degli ultimi sei episodi della quarta stagione, venne poi rinominata solo Max.
In Italia, invece, è stata pubblicata su Prime Video dal 7 ottobre 2019.. Il 26 gennaio 2023 è stato annunciato che la serie non è stata rinnovata e si concluderà con la quarta stagione.

## Trama

### Stagione 1
I membri della Doom Patrol Cliff Steele, Larry Trainor, Rita Farr e Jane devono unire le forze con Cyborg per ritrovare Niles Caulder / Chief, rapito dal sovrannaturale Mr. Nobody, che l'ha portato nello Spazio Bianco. Il gruppo, dopo essersi imbattuto in Danny the Street, una strada senziente con il potere di teletrasportarsi ovunque, e aver affrontanto il Bureau of Normalcy, grazie al potere di Flex Mentallo riesce ad affrontare Mr. Nobody, recuperando Niles Caulder.

### Stagione 3
Dopo aver salvato il mondo dal Candlemaker, Dorothy ne prende completamente il controllo, ma Niles Caulder muore e viene seppellito nello Yukon, dove e Willoughby Kipling ne recupera e rianima la testa, che successivamente verrà divorata dai membri della Doom Patrol trasformatisi in Zombi. Dorothy si unisce ai Dead Boy Detectives, uscendo dalla storia, mentre i membri della Doom Patrol, sconfortati e disorientati dalla morte di Caulder, si imbattono in Laura De Mille e nella Sisterhood of Dada, dovendo inoltre affrontare la Brotherhood of Devil. Il Dr. Brain ruba il corpo a Cliff, il cui cervello viene inserito in un robot gigante da Laura De Mille, che si unisce alla Doom Patrol, mentre Rita, dopo aver viaggiato nel tempo ed essersi unita alla Sisterhood of Dada, ha preso il pieno controllo dei propri poteri. Larry è stato abbandonato dal suo vecchio Uomo Negativo, riunitosi alla propria specie nello spazio, ma viene adottato da un nuovo, neonato Uomo Negativo, mentre Jane deve affrontare le proprie personalità nell'underground, conseguentemente a una crescita spirituale di Kay.

## Episodi
| Stagione         | Episodi | Pubblicazione USA | Pubblicazione Italia |
| ---------------- | ------- | ----------------- | -------------------- |
| Prima stagione   | 15      | 2019              | 2019                 |
| Seconda stagione | 9       | 2020              | 2020                 |
| Terza stagione   | 10      | 2021              | inedita              |
| Quarta stagione  | 12      | 2022-2023         | inedita              |

## Personaggi e interpreti

### Personaggi principali
- Kay Challis, è una ragazza con alle spalle abusi subiti durante l'infanzia da parte del padre. A causa del trauma subito, ha sviluppato 64 personalità differenti, ognuna con un differente superpotere, mentre lei rimane una bambina nel suo subconscio. Nella mente di Kay le personalità risiedono nell'"underground", un luogo virtuale in cui ognuna ha una propria stazione da cui può accedere alla guida del corpo di Kay.
  - Crazy Jane (stagioni 1-4), interpretata da Diane Guerrero, doppiata da Giulia Franceschetti.[5][6]
È la principale delle identità di Kay. Diane Guerrero interpreta anche tutte le altre identità adulte di Kay nel mondo reale, mentre molte di queste sono interpretate da altre attrici nell'"underground".
  - "La ragazzina" (The Girl, stagioni 1-4), interpretata da Skye Roberts, doppiata da Giorgia Venditti.[5]
È l'identità originale di Kay, che ha sviluppato Jane e le altre identità.
  - Miranda (stagioni 2-3), interpretata da Samantha Marie Ware.[5]
È la precedente "principale" tra le identità di Kay, che lei aveva sviluppato durante l'adolescenza. Miranda, in conseguenza di un trauma subito a causa di un fidanzamento, abbandona la guida del gruppo di identità gettandosi nel "pozzo", presente nell'"underground".
  - Penny Farthing (stagione 1), interpretata da Anna Lore, doppiata da Elena Perino.[5]
  - Hammerhead (stagioni 1-4), interpretatata da Stephanie Czajkowski.[5]
  - Silver Tongue (stagioni 1-3), interpretata da Chelsea Alana Rivera.[5]
  - Pretty Polly (stagioni 1-4), interpretata da Hannah Alline.[5]
  - Baby Doll (stagione 2), interpretata da Sarah Borne.[5]
  - Dottoressa Harrison (stagioni 2-4), interpretata da Catherine Carlen.[5]
  - La Segretaria (The Secretary, stagioni 1-4), interpretata da Jackie Goldston.[5]
- Rita Farr / Elasti-Woman (stagioni 1-4), interpretata da April Bowlby, doppiata da Virginia Brunetti.[5][7]
Membro della Doom Patrol ed ex attrice, che ha sviluppato il potere di allungarsi, rimpicciolirsi e crescere dopo essere stata esposta a un gas tossico; in questa versione, ha poco controllo del suo potere e in condizioni di stress psicologico può trasformarsi in una sorta di "blob".
- Larry Trainor / Negative Man (stagioni 1-4), interpretato da Matthew Zuk, doppiato in originale e interpretato nei flashback da Matt Bomer, doppiato in italiano da Marco Vivio.[5][8]
Membro della Doom Patrol ed ex pilota di aerei, che ospita al suo interno un essere alieno fatto di pura energia negativa; è costretto a portare delle speciali bende per via delle radiazioni emanate dal suo corpo.
- Cliff Steele / Robotman (stagioni 1-4), interpretato da Riley Shanahan, doppiato in originale e interpretato nei flashback da Brendan Fraser, doppiato in italiano da Massimo Bitossi.[5][9]
Membro della Doom Patrol ed ex pilota di auto da corsa, il cui cervello è stato inserito all'interno di un corpo robotico dopo che un incidente ha distrutto il suo.
- Niles Caulder / Chief (stagioni 1-3), interpretato da Timothy Dalton, doppiato da Mario Cordova.[5]
Un dottore specializzato nella cura di persone con poteri speciali e leader della Doom Patrol.
- Victor Stone / Cyborg (stagioni 1-4), interpretato da Joivan Wade, doppiato da Federico Viola.[5]
Un supereroe per metà umano e per metà robot, che decide di aiutare la Doom Patrol nella missione per ritrovare Chief.
- Dorothy Spinner (stagioni 2-3), interpretata da Abigail Shapiro, doppiata da Sara Labidi.
La figlia di Chief, una bambina primate che può far diventare reali i suoi amici immaginari.
- Eric Morden / Mr. Nobody (stagione 1), interpretato da Alan Tudyk, doppiato da Alessio Cigliano.[5][10]
Un essere soprannaturale, frutto di un esperimento di un nazista nel Paraguay del dopoguerra, capace di viaggiare attraverso le dimensioni e manipolare la realtà.
- Laura De Mille / Madame Rouge (stagioni 3-4), interpretata da Michelle Gomez.[5]
Una donna misteriosa capace di copiare l'aspetto delle persone.

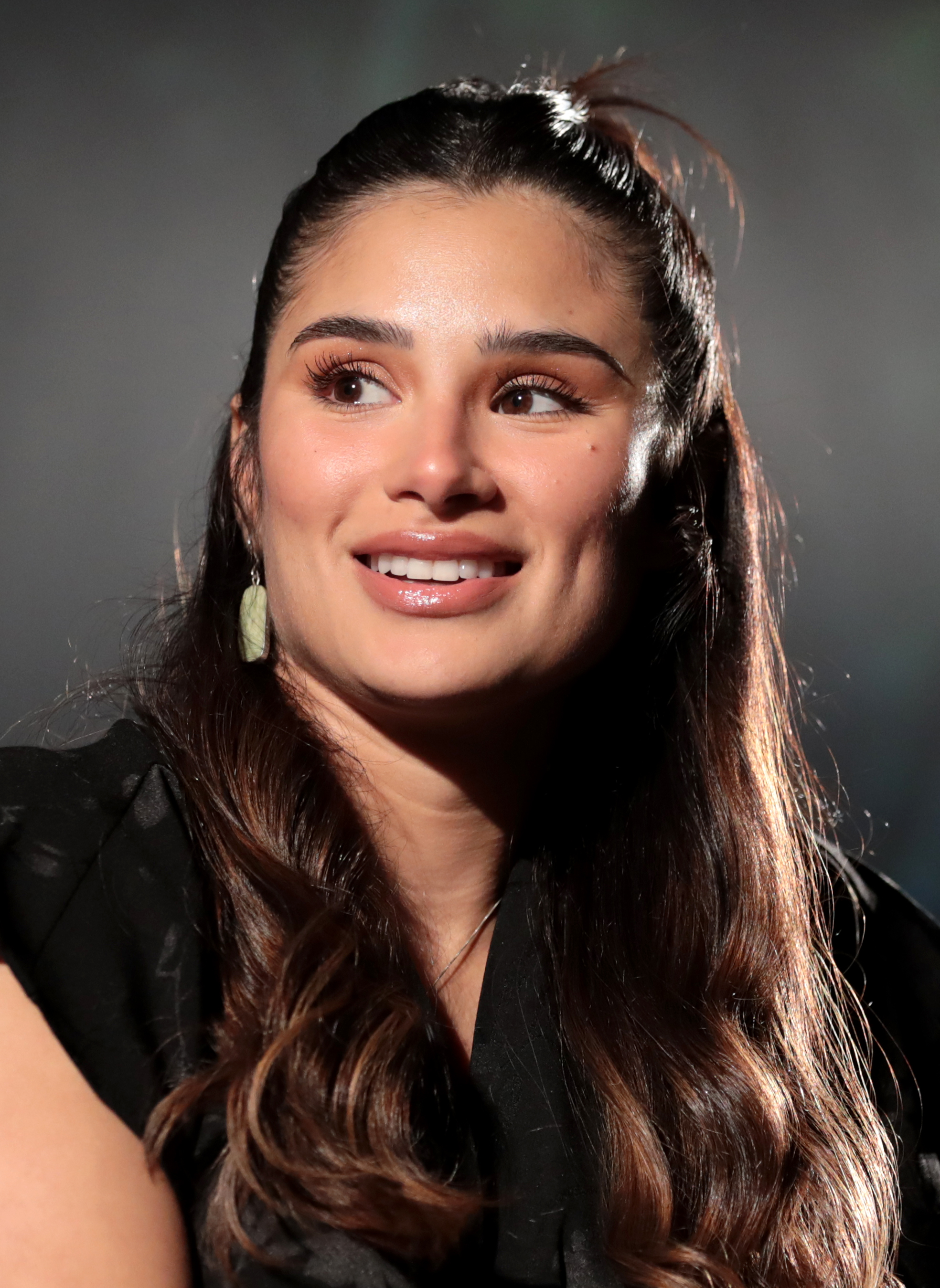
Diane Guerrero interpreta Jane
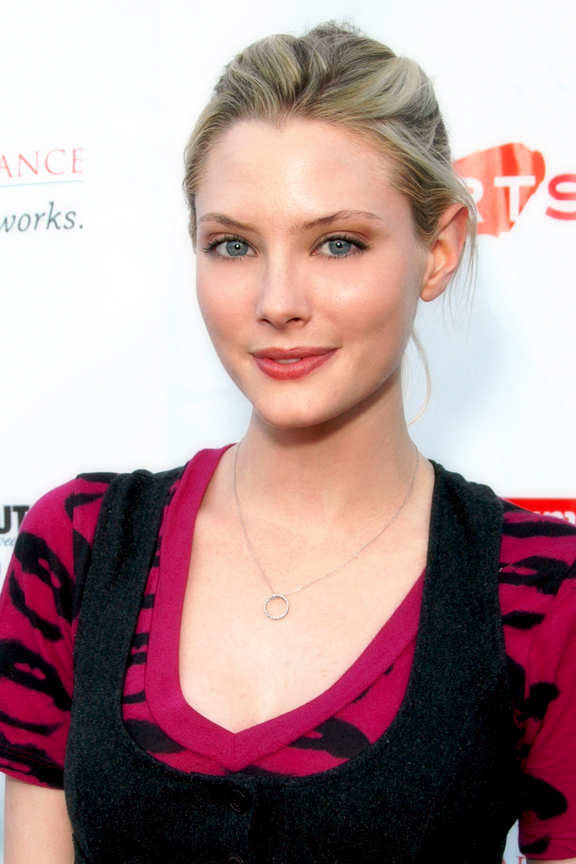
April Bowlby interpreta Rita Farr
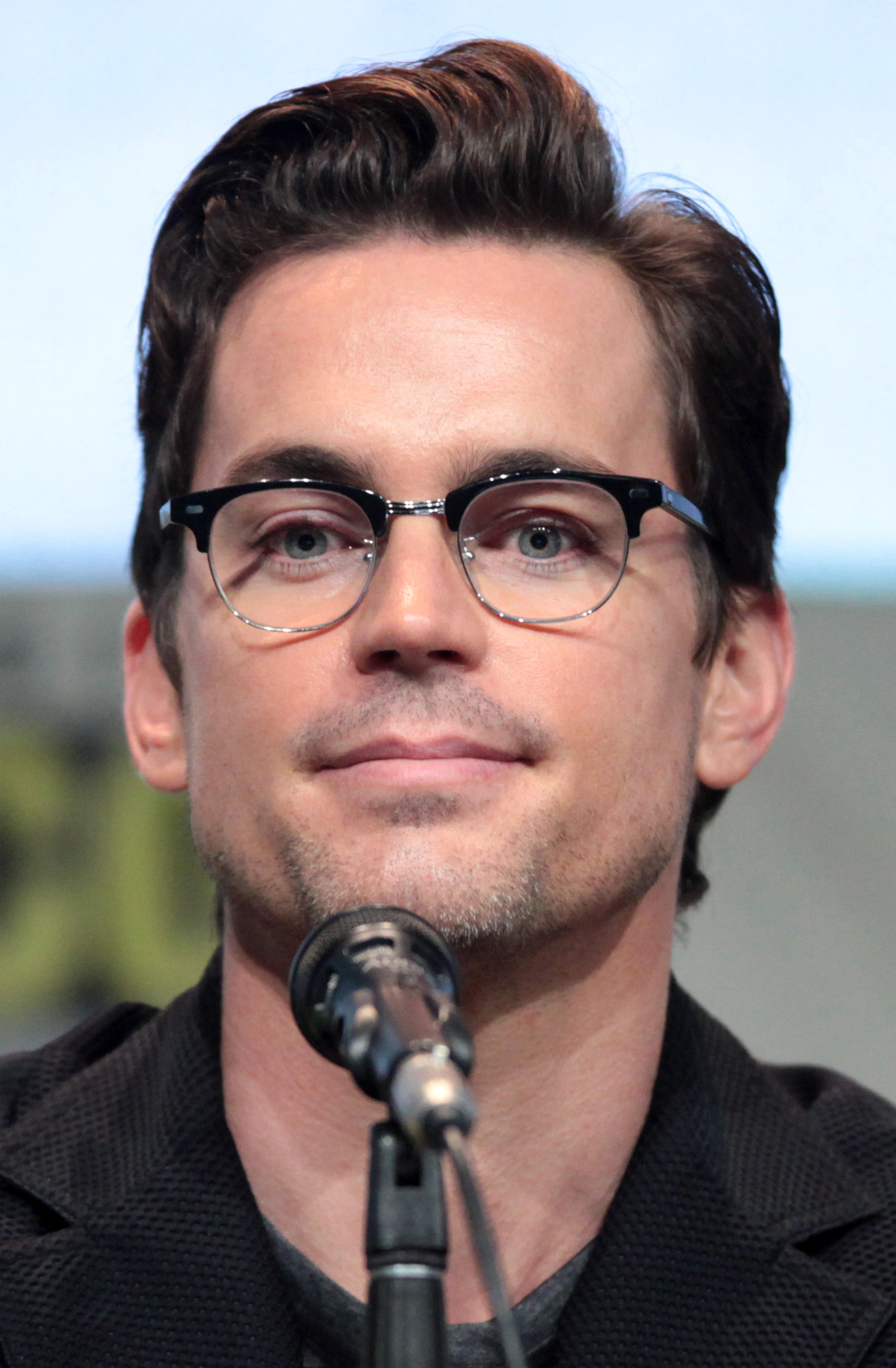
Matt Bomer interpreta Larry Trainor
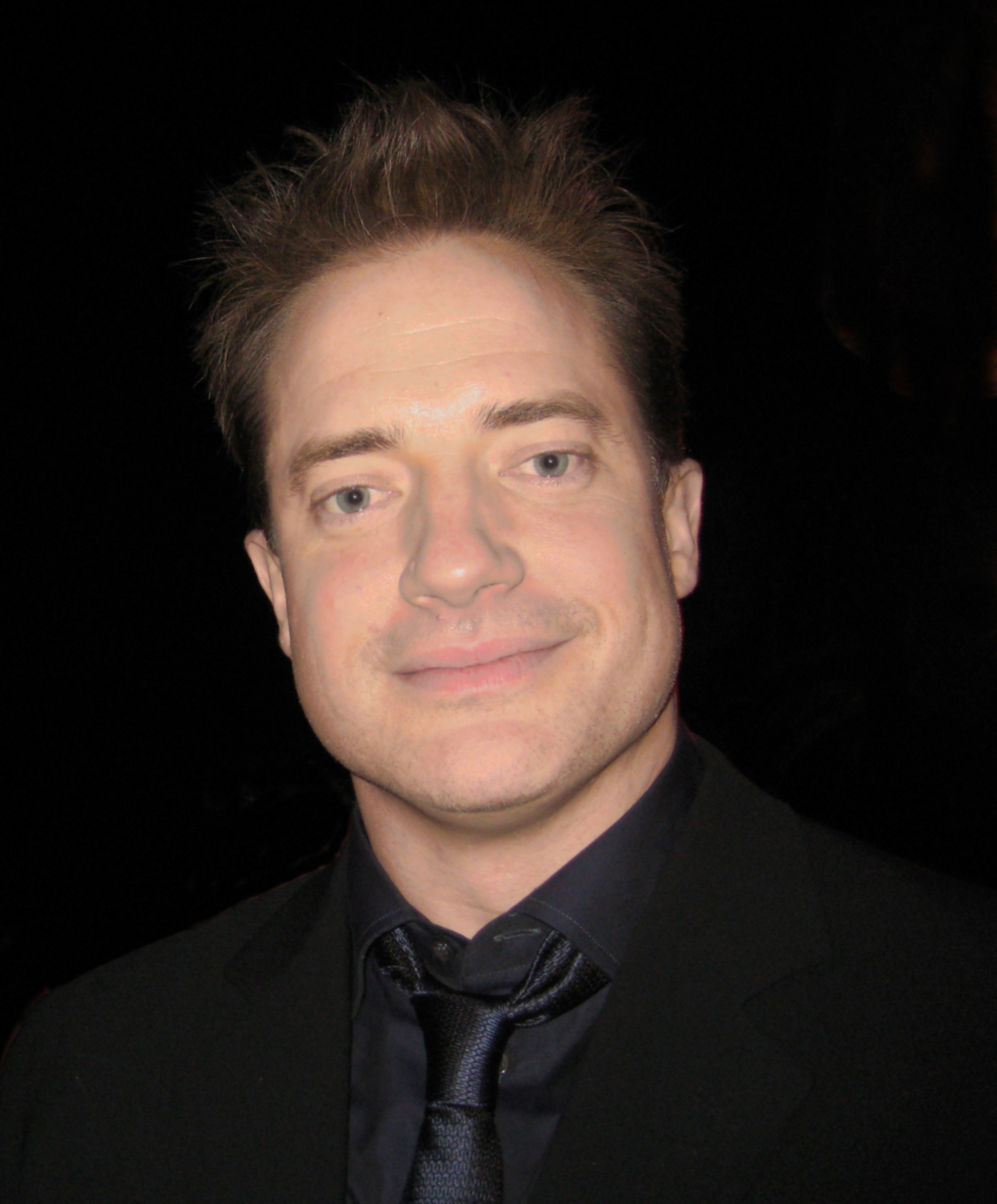
Brendan Fraser interpreta Cliff Steele
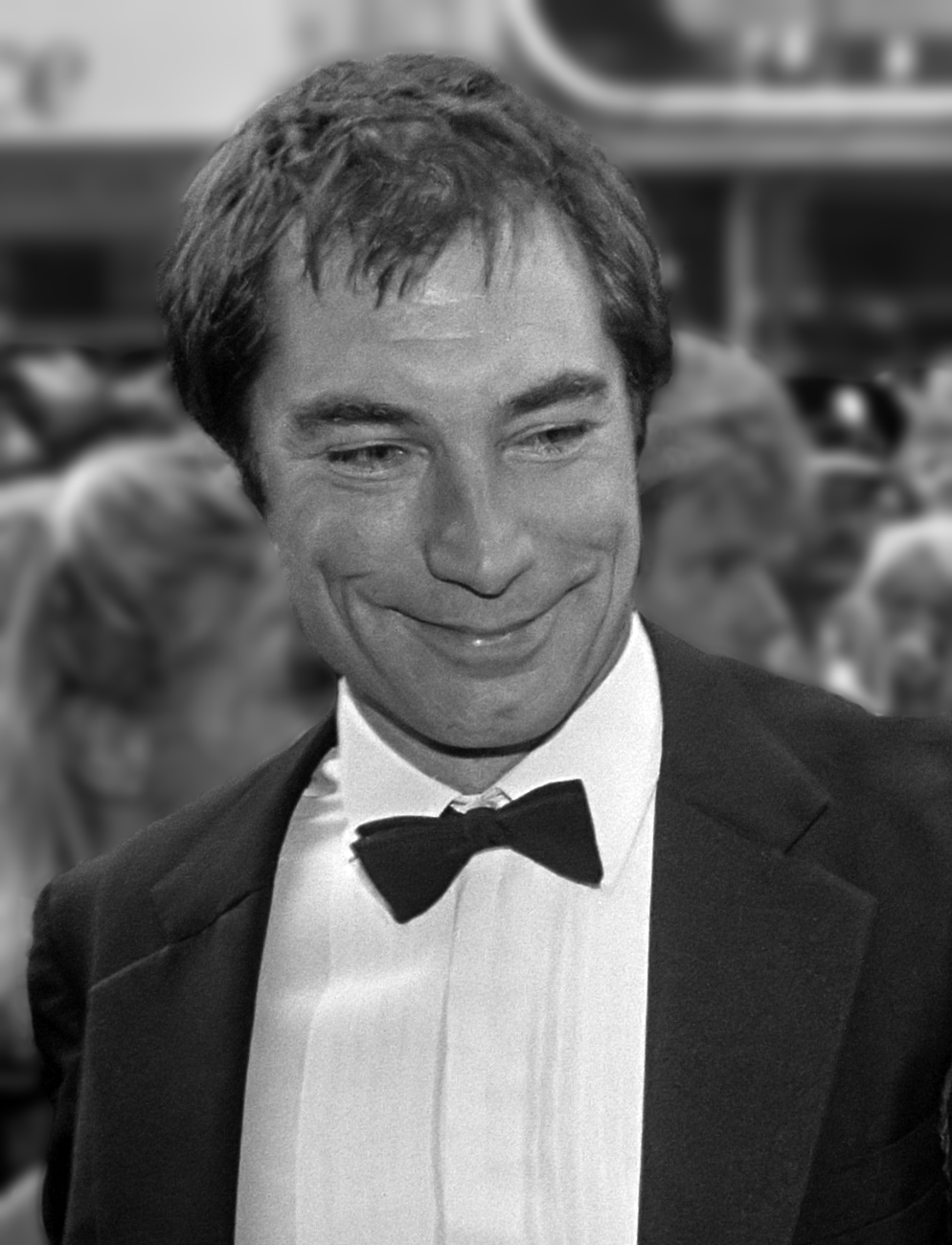
Timothy Dalton interpreta Niles Caulder
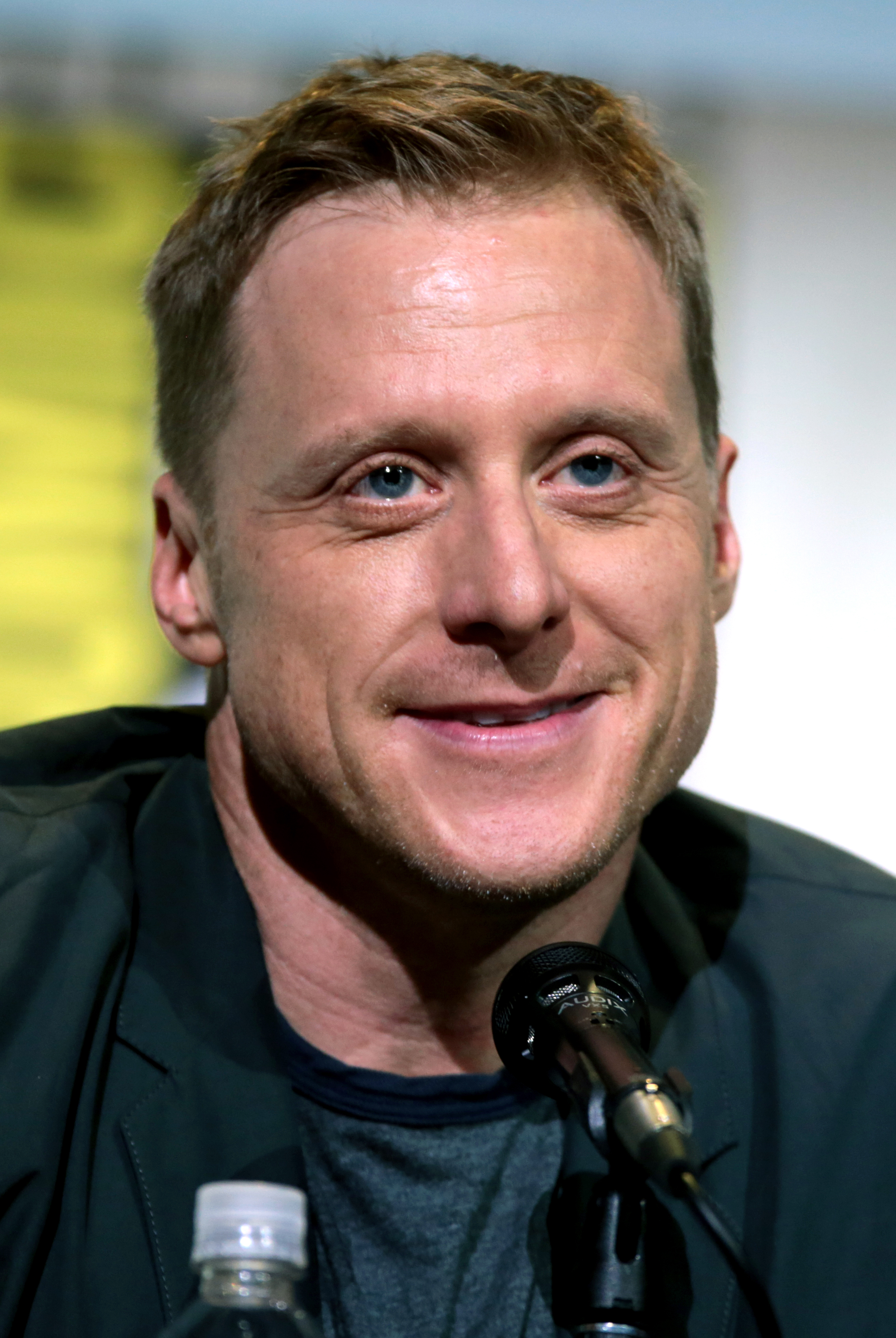
Alan Tudyk interpreta Mr. Nobody
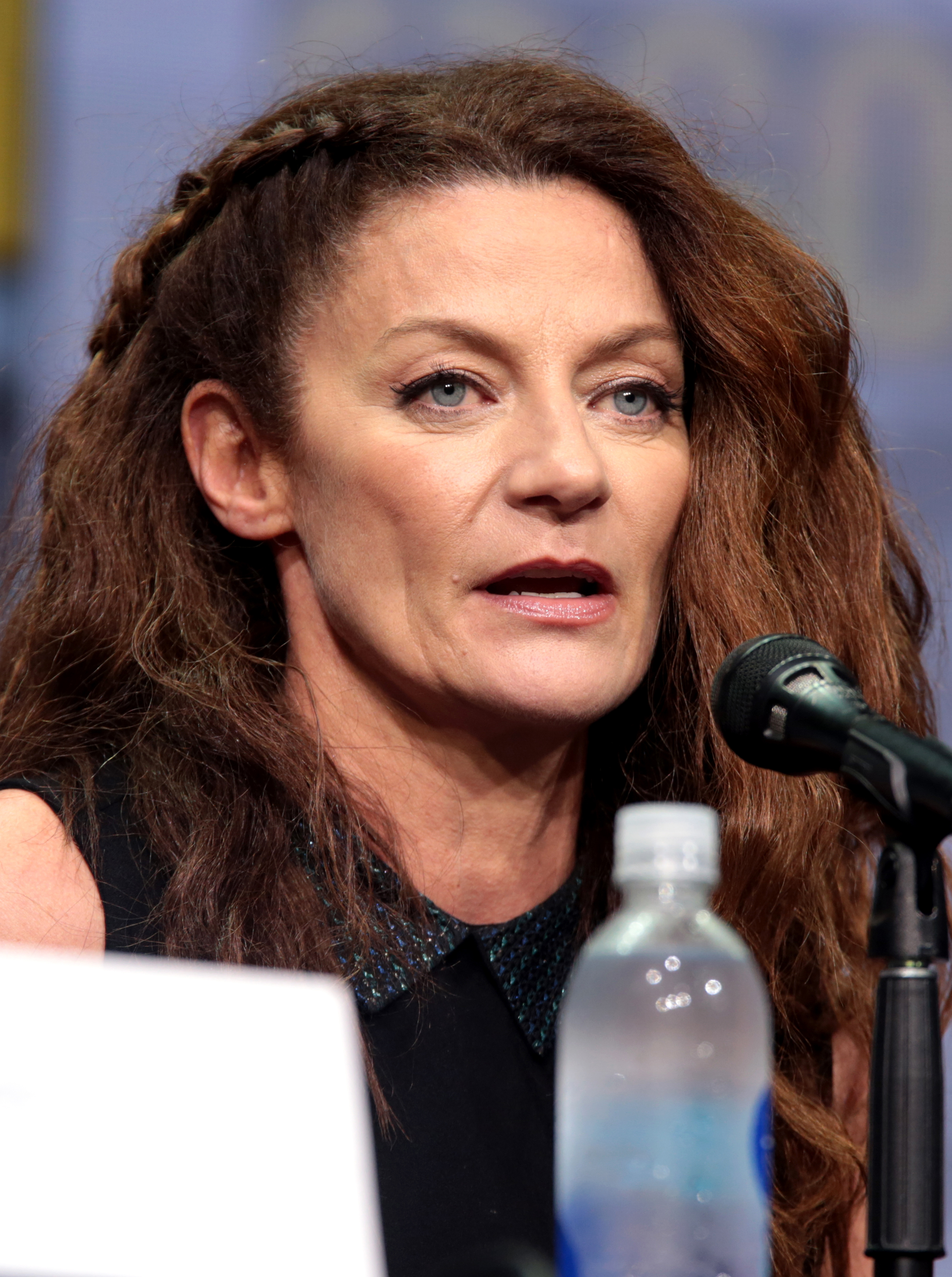
Michelle Gomez interpreta Madame Rouge

### Personaggi ricorrenti
- Sheryl Trainor (stagione 1-2), interpretata da Julie McNiven.
Moglie di Larry.
- John Bowers (stagione 1), interpretato da Kyle Clements, doppiato da Maurizio Merluzzo.
Collega di Larry nell'aviazione e suo amante segreto.
- Silas Stone (stagioni 1-4), interpretato da Phil Morris, doppiato da Paolo Marchese.
Padre di Victor, nonché lo scienziato che l'ha ricostruito come un cyborg.
- Willoughby Kipling (stagioni 1-4), interpretato da Mark Sheppard, doppiato da Francesco De Francesco.
Investigatore dell'occulto, mago del caos, cavaliere templare e occasionale alleato del gruppo, ha un pessimo carattere e utilizza incantesimi apparentemente assurdi ma potenti.
- Ezekiel (stagione 1), doppiato in originale da Curtis Armstrong, doppiato in italiano da Francesco Bulckaen.
Lo scarafaggio profeta.
- Steve Larson / Animal-Vegetable-Mineral-Man (stagione 1), interpretato da Alec Mapa, doppiato da Gabriele Lopez.
Un turista che viene trasformato in una fusione di animali, vegetali e minerali.
- Elinore Stone (stagioni 1-3), interpretata da Charmin Lee.
Madre di Victor e moglie di Silas.
- Joshua Clay (stagione 1), interpretato da Alimi Ballard, doppiato da Andrea Lavagnino.
Medico che dirige un istituto per supereroi creato da Niles Caulder.
- Ernest Franklin / Beard Hunter (stagione 1, guest star stagione 2), interpretato da Tommy Snider, doppiato da Paolo Vivio.
Un cacciatore di taglie che ha l'abilità di rintracciare le persone mangiando i loro peli del viso.
- Darren Jones (stagioni 1-3), interpretato da Jon Briddell, doppiato da Francesco Prando.
Un agente dell'Ufficio della Normalità.
- Flex Mentallo (stagioni 1-2), interpretato da Devan Chandler Long, doppiato da Simone Mori.
Un supereroe metaumano che può alterare la realtà in diversi modi indurendo i propri muscoli.
- Roni Evers (stagioni 2-3), interpretata da Karen Obilom.
Una veterana militare con un passato misterioso che Vic incontra ad un gruppo di supporto per il disturbo da stress post traumatico.
- Candlemaker (stagioni 2-3), doppiato in originale da Lex Lang e in italiano da Roberto Draghetti (stagione 2).
Un'entità pericolosa che entra in contatto con Dorothy.
- Darling-Come-Home (stagione 2), interpretata da Vanessa Carter e doppiata in originale da Kat Cressida.
Una degli amici immaginari di Dorothy.
- Herschel (stagione 2), doppiato in originale da Brian T. Stevenson.
Un amico immaginario di Dorothy che prende la forma di un ragno gigante.

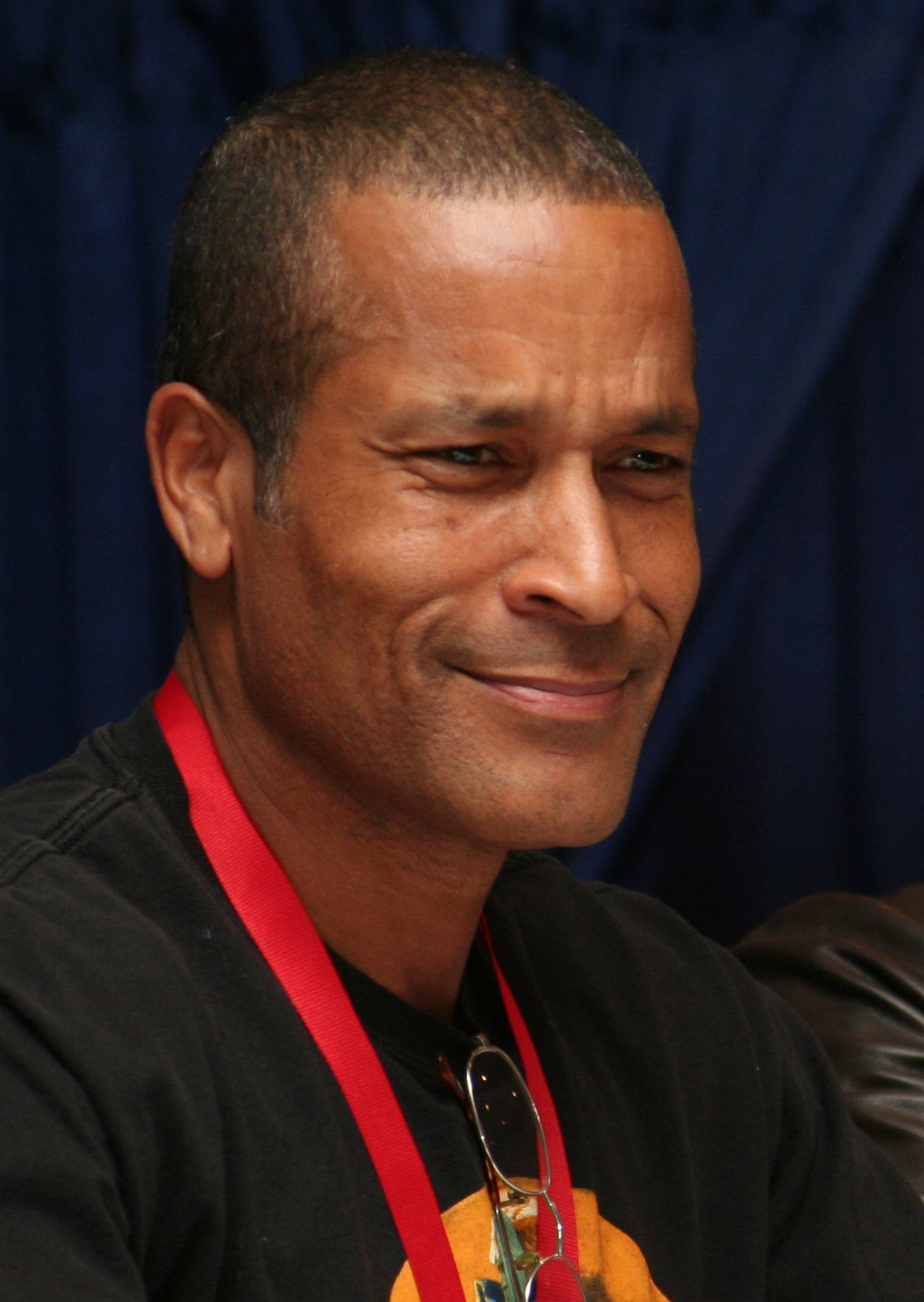
Phil Morris interpreta Silas Stone.
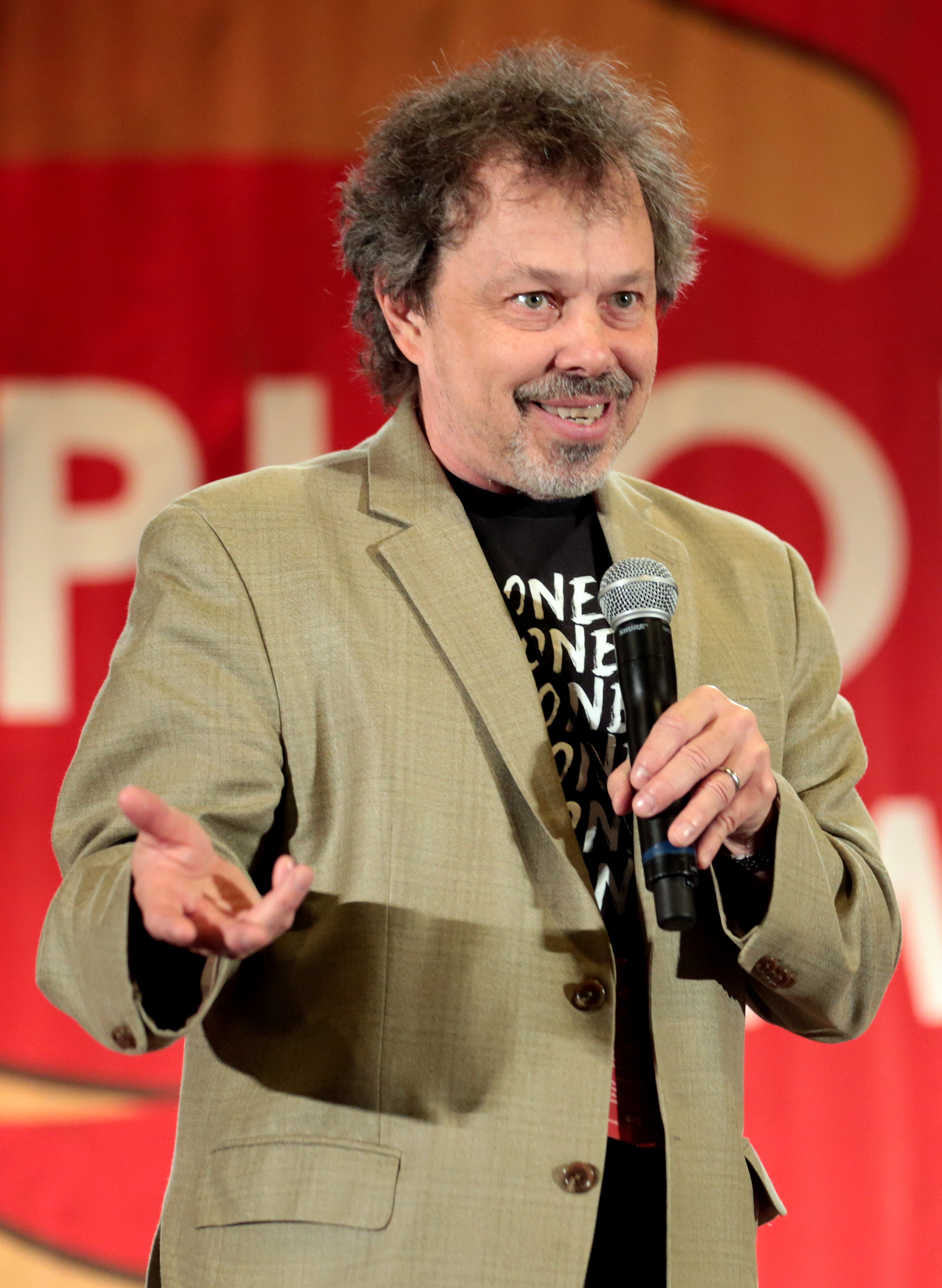
Curtis Armstrong doppia Ezekiel.

## Produzione

### Sviluppo
Il 10 febbraio 2018, il co-creatore e produttore esecutivo di Titans Geoff Johns, rivelò che il quarto episodio della serie, intitolato Doom Patrol e scritto da lui stesso, avrebbe introdotto il team omonimo. Il 14 maggio 2018, venne annunciato che DC Universe aveva ordinato ufficialmente una prima stagione, composta da 15 episodi, previsti per il 2019. Jeremy Carver ha scritto la serie e l'ha prodotta, insieme a Johns, Greg Berlanti e Sarah Schechter. Le case di produzione coinvolte sono la Berlanti Productions e la Warner Bros. Television.
Durante il San Diego Comic-Con International 2019 è stata annunciata la produzione di una seconda stagione.

### Casting
Nel febbraio 2018, venne annunciato che diversi attori erano stati scelti come membri della Doom Patrol per l'episodio di Titans, tra cui April Bowlby nel ruolo di Rita Farr, Bruno Bichir nel ruolo di Niles Caulder / Chief, Jake Michaels nei panni di Cliff Steele e Dwain Murphy nei panni di Larry Trainor.
Nel luglio 2018, fu annunciato che April Bowlby sarebbe stata la protagonista della serie, riprendendo il ruolo di Titans, e che Diane Guerrero era stata scritturata per interpretare Jane. Nell'agosto 2018, Joivan Wade venne scelto nel ruolo di Cyborg, Alan Tudyk nel ruolo di Eric Morden / Mr. Nobody, mentre Brendan Fraser e Riley Shanahan sono stati scelti per sostituire Michaels nei panni di Cliff Steele, con Fraser che dà la voce al personaggio, mentre Shanahan lo interpreta fisicamente. Il mese successivo, Timothy Dalton venne scelto per interpretare Chief, in sostituzione di Bichir. Nel mese di ottobre, invece Matt Bomer e Matthew Zuk vennero scelti per sostituire Murphy nei panni di Larry Trainor. Similmente a Steele, Trainor è doppiato e interpretato da Bomer nei flashback, mentre Zuk lo ritrae fisicamente.

### Riprese
Le riprese della serie sono iniziate il 30 agosto 2018 a Conyers, in Georgia. Le riprese sono continuate in Georgia per tutto il mese di settembre, anche a Lawrenceville e nel palazzo Briarcliff.

## Promozione
Il primo teaser trailer è stato distribuito il 22 dicembre 2018. L'8 febbraio 2019, è stato pubblicato il trailer ufficiale, mentre il 14 febbraio è stato pubblicato il trailer esteso.

## Distribuzione
Doom Patrol è stata distribuita sul servizio DC Universe a partire dal 15 febbraio 2019 fino al 24 maggio 2019. In Italia è stata pubblicata su Prime Video il 7 ottobre 2019.
La seconda stagione è stata distribuita dal 25 giugno 2020 sia su DC Universe che su HBO Max.

## Accoglienza
La serie è stata accolta positivamente dalla critica. Sull'aggregatore di recensioni Rotten Tomatoes la prima stagione ha un indice di gradimento del 96% con un voto medio di 8.22 su 10, basato su 52 recensioni. Su Metacritic, invece ha un punteggio di 70 su 100, basato su 15 recensioni, che indicano "recensioni generalmente favorevoli".